# 邦特
邦特是西非國家塞拉利昂的城鎮，也是邦特區的首府，位於首都弗里敦東南140公里，歇爾布羅島處於該鎮以西的大西洋海域，以前是重要的海港，2010年人口估計約10,206。